# Garhwa (distrikt)
Garhwa är ett distrikt i Indien.   Det ligger i delstaten Jharkhand, i den centrala delen av landet, 800 km sydost om huvudstaden New Delhi. Antalet invånare är 1 322 784.
Följande samhällen finns i Garhwa:
- Garhwa